# 1051

## Esdeveniments

### Països Catalans
- Ramon Berenguer I es casa amb Blanca de Narbona.

### Món
- Redacció de la Rousskaïa Pravda, el primer codi de lleis rus
- Al nord d'Itàlia, el teòleg Pedro Damiáno escriu el Líber Gomorrhianus (‘llibre gomorrià’), en el que descriu vàries formes de sexe homosexual, denunciant que eran prácticas comuns entre el clergat.[1]